# Max Houben
Max Houben (Verviers, 5 de mayo de 1898-Lake Placid, Estados Unidos, 10 de febrero de 1949) fue un deportista belga que compitió en bobsleigh en las modalidades doble y cuádruple.
Participó en cuatro Juegos Olímpicos de Invierno entre los años 1928 y 1948, obteniendo una medalla de plata en Sankt Moritz 1948 en la prueba cuádruple. Ganó dos medallas en el Campeonato Mundial de Bobsleigh de 1947, plata en cuádruple y bronce en doble.

## Palmarés internacional
| Juegos Olímpicos   | Juegos Olímpicos          | Juegos Olímpicos  | Juegos Olímpicos |
| Año                | Lugar                     | Medalla           | Prueba           |
| ------------------ | ------------------------- | ----------------- | ---------------- |
| 1948               | Sankt Moritz 1948 (Suiza) | Medalla de plata  | Cuádruple        |
| Campeonato Mundial |                           |                   |                  |
| Año                | Lugar                     | Medalla           | Prueba           |
| 1947               | Sankt Moritz 1948 (Suiza) | Medalla de plata  | Cuádruple        |
| 1947               | Sankt Moritz 1948 (Suiza) | Medalla de bronce | Doble            |